# Cosmopterix lespedezae
Cosmopterix lespedezae là một loài bướm đêm thuộc họ Cosmopterigidae. Nó được biết đến ở Hoa Kỳ (South Carolina, Kentucky, Ohio, Arkansas, Texas và Mississippi).